# Annina Dolina
Annina Dolina je rekreační osada, která se nachází v údolí řeky Moravice pod hradem Vikštejn, na východ od osady Podhradí, části města Vítkov v okrese Opava. Katastrálně Annina Dolina přísluší k městu Vítkov. 
Řeka v osadě odděluje obytnou část osady (na pravém břehu) od areálu bývalého kamenolomu, kde se dochovala dřevěná sýpka na drť, jež je chráněna jako technická památka (již delší dobu neexistuje).[zdroj?] Osadou vede červená turistická značka z Hradce nad Moravicí k vodní nádrži Kružberk a spolu s ní cyklotrasa 551.